# King’s Bounty: Перекрёстки миров
«King’s Bounty: Перекрёстки миров» (англ. King's Bounty: Crossworlds) — дополнение для игры King’s Bounty: Принцесса в доспехах, продолжения King’s Bounty. Легенда о рыцаре, релиз которого состоялся 17 сентября 2010 года.
«Перекрёстки миров» — это дополненная версия игры King’s Bounty: Принцесса в доспехах, в которую вошли помимо оригинальной дополненной «Принцессы в доспехах» («Поход орков») две независимые кампании: «Чемпион арены» и «Защитник короны» с редактором карт, новыми предметами, и новыми юнитами.
Для игры «King’s Bounty: Перекрёстки миров» не требуется наличие оригинальной игры (ни King’s Bounty. Легенда о рыцаре, ни King’s Bounty: Принцесса в доспехах).

## Кампании

### «Поход орков»
Миру Теаны грозит опасность. Предводительница орков Рыжая Хапуга, жаждущая неограниченной власти, собирает армию сторонников и отправляется на поиски древнего источника великой силы. Если она сумеет воплотить свой ужасный план, Теана и все её обитатели погибнут. В отчаянии другие вожди племени орков обращаются за помощью к людям. А тем временем у берегов острова Дебир чудесным образом возникает таинственная башня, проникнуть в которую не могут лучшие чародеи королевства…
- девять невиданных прежде существ
- пятьдесят предметов, комплектов и сборных артефактов
- тринадцать заклинаний
- более пятидесяти особенностей и умений для различных существ
- новые умения для различных классов
- сеть Военных академий для тренировки воинов
- таинственное сооружение — Башня чародеев
- уникальная особенность расы орков — «Адреналин»

### «Чемпион арены»
Артур — молодой наёмник из мира Эндория — заключает контракт с торговцем Лью Клисаном. По условиям договора, он должен выйти на гладиаторскую арену и добыть для нанимателя главный приз — Пояс чемпиона. Однако хитрый торговец не предупредил юношу, что арена находится в загадочном мире Литан, а сражаться ему предстоит с самыми кошмарными монстрами. Лишь с умом выбирая союзников среди гладиаторских гильдий, а также снаряжение и войска, Артур сможет победить всех восьмерых чудовищ на Арене Тысячи Императоров.
- пять новых умений героя
- одиннадцать спутников-оруженосцев
- девять гильдий разных рас — каждая поручит герою непростые задания
- восемь свирепых боссов на Арене
- семь уникальных вражеских героев

### «Защитник короны»
Расправившись с ужасным Баалом, принцесса Амели возвращается домой. Казалось бы, самое время отдохнуть от приключений и насладиться спокойной жизнью. Однако не всё так просто. Отважной героине предстоит окончить обучение у лучших наставников, выдержать выпускной экзамен и получить почетное звание Защитника Короны. Простая формальность? Нет. Амели придется показать всё, на что она способна, поскольку ставкой в испытании, которое подготовили для принцессы суровые экзаменаторы, станет её жизнь.
- шесть жестоких сражений на уникальных аренах
- три новых умения героя

### Редактор кампаний
Набор инструментов, с помощью которых можно изменять игру «King’s Bounty: Принцесса в доспехах» и «King’s Bounty. Легенда о рыцаре», а также создавать собственные кампании с сюжетом, персонажами, заданиями, предметами, картами.

## Дополнения
В апреле 2011 вышло бесплатное пользовательское дополнение «Красные пески», устанавливаемое как патч поверх «Перекрёстков Миров» и расширяющее возможности кампании «Поход орков». Ссылка на свежую версию дополнения находится на специальной странице официального форума.

## Системные требования
- Операционная система Windows XP/Vista;
- Процессор Intel Pentium IV с тактовой частотой 2,6 ГГц или аналогичный AMD;
- 1 Гб оперативной памяти;
- Видеокарта NVIDIA GeForce FX 6800 c 128 Мб видеопамяти или аналогичная ATI;
- Звуковая карта, совместимая с DirectX 9.0;
- DirectX 9.0c;
- Устройство для чтения DVD;

Для активации игры необходимо интернет-соединение.

## Отзывы
| Сводный рейтинг | Сводный рейтинг |
| Агрегатор       | Оценка          |
| --------------- | --------------- |
| GameRankings    | 75,70 %         |